# Корнишору (Караш-Северин)
Корнишору (рум. Cornișoru) насеље је у Румунији у округу Караш-Северин у општини Бауцар. Oпштина се налази на надморској висини од 443 m.

## Становништво
Према подацима из 2002. године у насељу је живело 300 становника, од којих су сви румунске националности.